# Paština Závada
Paština Závada is een Slowaakse gemeente in de regio Žilina, en maakt deel uit van het district Žilina.
Paština Závada telt 242 inwoners.